# Coca-Cola
Coca-Cola (también conocida comúnmente como Coca en muchos países hispanohablantes; en inglés también conocida como Coke) es una de las bebidas carbonatadas más conocidas y consumidas en el mundo. Fue creada en 1886 por el farmacéutico John Stith Pemberton en Atlanta, Georgia, quien se basó en la hoja de coca (Erythroxylum coca) y la nuez de cola (Cola acuminata) en agua carbonatada. Es el principal producto de The Coca-Cola Company, de origen estadounidense. En un principio, cuando la inventó Pemberton, fue concebida como una bebida medicinal patentada, aunque posteriormente, fue adquirida por el empresario Asa Griggs Candler, que hizo de la bebida una de las más consumidas del siglo XX y del siglo XXI.
La compañía produce un concentrado que luego vende a varias empresas embotelladoras licenciadas, las cuales mezclan el concentrado con agua filtrada y edulcorantes para, posteriormente, vender y distribuir la bebida en latas de aluminio y botellas de plástico o de vidrio en los comercios.
Coca-Cola ha desarrollado una amplia gama de variantes de su bebida clásica para satisfacer diferentes preferencias y necesidades dietéticas. Cada variante tiene sus propias características y posibles impactos en la salud, por lo que es importante consumirlas con moderación y ser consciente de sus componentes y efectos.
Es la marca más comprada a nivel mundial,siendo su mayor competidora Pepsi, también una bebida estadounidense. Entre otras cosas, además del color rojo predominante en sus etiquetas, es reconocida también gracias a su estilizada botella, presentada en el año 1915, cuyo diseño sigue siendo de exclusividad para el producto, en casi todas las formas en las que es ofrecido.

## Etimología

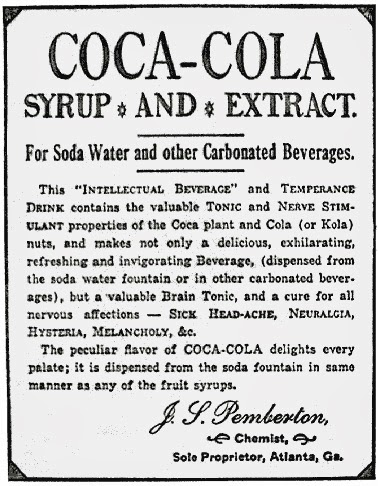
En 1886, la publicidad de Coca-Cola se basaba en la promoción de sus ingredientes principales: los extractos de la hoja de coca y la nuez de cola.

Cuando John Stith Pemberton inventó la bebida en 1886, su contador Frank Robinson, sugirió el nombre y el logotipo de la nueva bebida y propuso que se combinasen los nombres de sus dos principales ingredientes: las hojas de coca (Erythroxylum coca) y la nuez de cola (Cola acuminata), bautizándola como Coca-Cola.

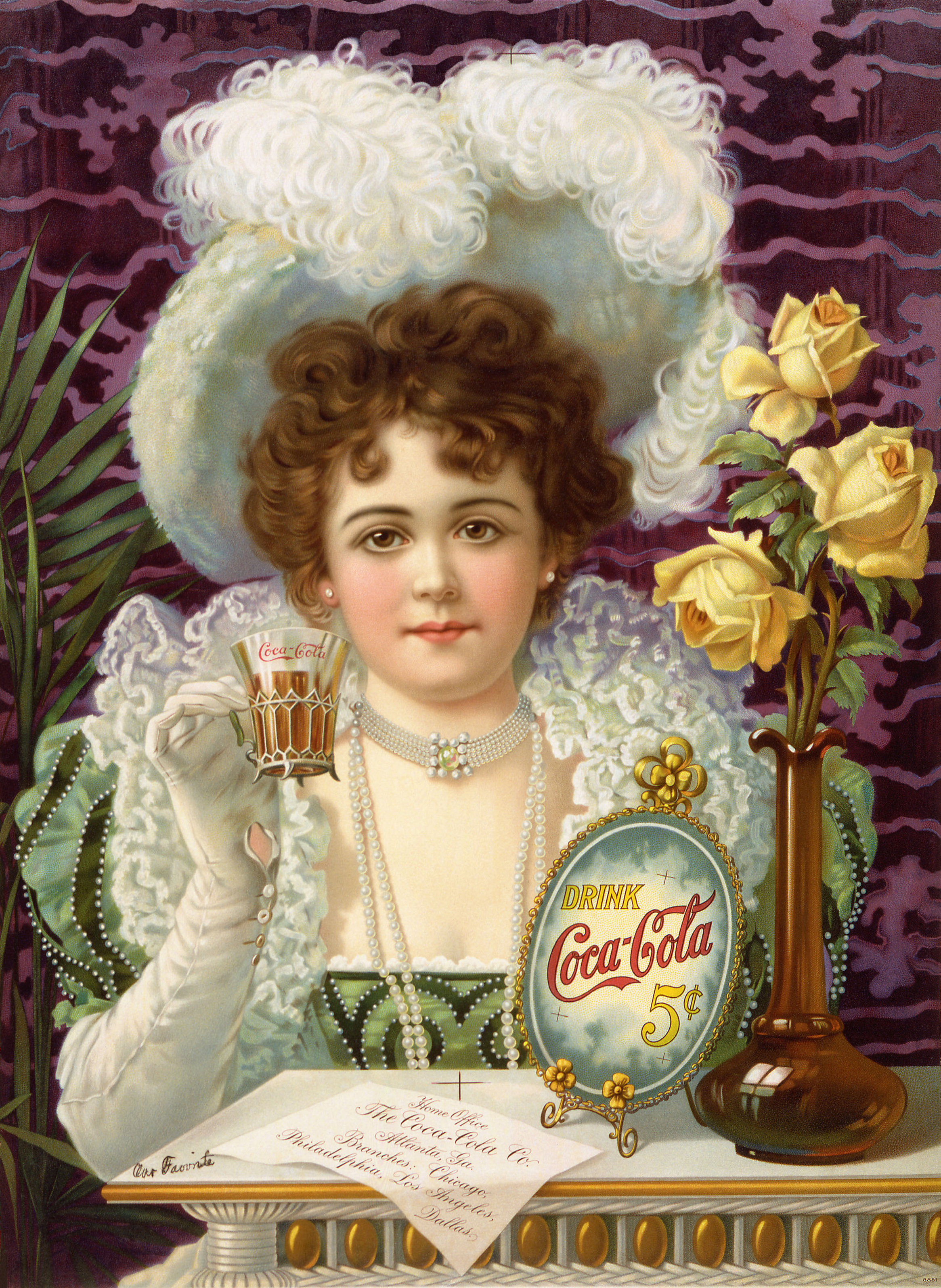
Publicidad de Coca Cola de 1890.

## Historia
En 1869 John Stith Pemberton se mudó a Atlanta, la capital del Georgia. En 1884 desarrolló y empezó a comercializar una bebida que imitaba al Vino Mariani a la que la llamó Pemberton's French Wine Coca (Vino francés de Coca de Pemberton). El 25 de noviembre de 1885 el condado de Fulton, cuya sede era Atlanta, votó para aprobar la ley seca, a iniciarse el 1 de julio de 1886. Pemberton vio la noticia en la calle y empezó a desarrollar una fórmula de su Vino francés de Coca pero sin alcohol.
En julio de 1886, Pemberton, inventó la bebida original de Coca-Cola basada en la hoja de coca (Erythroxylum coca) y la nuez de cola (Cola acuminata) en agua carbonatada, para ofrecerse en venta en farmacias como una bebida propiedades medicinales. Un año antes, en 1885, la bebida española Nuez de Kola-coca —cuya única diferencia era que en lugar de agua carbonatada usaba agua fresca— fue presentada durante un concurso en Filadelfia.
El contador de Pemberton, Frank Robinson, sugirió el nombre y el logotipo de la nueva bebida de Pemberton. Para el nombre de la nueva bebida propuso que se combinasen los nombres de sus dos principales ingredientes: las hojas de coca y las nueces de cola (Coca-Cola). Para el logotipo pensó en usar las dos C en mayúsculas y también decidió escribir el nombre en caligrafía Spencerian.
Ese mismo año, en 1886, empezó a vender el remedio a cinco centavos la unidad en la farmacia Jacob de Atlanta. La bebida se convirtió en todo un éxito.En 1889, la fórmula y la marca se vendieron por 2 300 $ a Asa Griggs Candler, quien creó la corporación The Coca-Cola Company en Atlanta.

## Producción

### Operaciones internacionales
Desde finales del siglo XIX hasta mediados del siglo XX la multinacional ha logrado distribuirse por todos los países exceptuando Corea del Norte y Cuba. En la siguiente tabla se mencionan en orden cronológico los países por fecha de inicio de producción nacional.
     País con producción inexistente o liquidada.
| País                          | Año de inicio    | Notas |
| ----------------------------- | ---------------- | --- |
| Cuba                          | 1896-1960        | Liquidada y prohibida desde 1960 por la revolución cubana |
| Reino Unido                   | 1900             | Primer país europeo en comercializarla. No salió a la venta regularmente hasta 1920 |
| Panamá                        | 1906             | Primer país con embotelladora |
| Canadá                        | 1906             | Operativa hasta el presente |
| Filipinas                     | 1912             | Operativa hasta el presente |
| Colombia                      | 1917             | Operativa hasta el presente |
| China                         | 1919             | Operativa hasta el presente |
| México                        | 1920             | Operativa hasta el presente |
| España                        | 1926             | Operativa hasta el presente |
| Ecuador                       | 1927             | Operativa hasta el presente |
| Honduras                      | 1928             | Operativa hasta el presente |
| Venezuela                     | 1928             | Operativa hasta el presente |
| Alemania                      | 1929             | Operativa hasta el presente |
| Francia                       | 1933             | Operativa hasta el presente |
| Perú                          | 1936             | Operativa hasta el presente |
| Guatemala                     | 1938             | Operativa hasta el presente |
| El Salvador                   | 1940             | Operativa hasta el presente |
| Brasil                        | 1941             | Operativa hasta el presente |
| Chile                         | 1941             | Operativa hasta el presente |
| Bolivia                       | 1941             | Operativa hasta el presente |
| Argentina                     | 1941             | Operativa hasta el presente |
| Costa Rica                    | 1942             | Operativa hasta el presente |
| Uruguay                       | 1943             | Operativa hasta el presente |
| Zimbabue                      | 1948             | |
| Liberia                       | 1949             | Liberia comenzó sus operaciones en 1949 teniendo su propia empresa Libaria Coca-Cola Botling Company |
| India                         | 1950-1977, 1993- | En 1977 retiró sus operaciones del país en protesta por las regulaciones y la legislación del Gobierno de la India que limitaban la dilución del capital de las corporaciones multinacionales hasta 1993 |
| Pakistán                      | 1953             | Operativa hasta el presente |
| Irlanda                       | 1952             | Operativa hasta el presente |
| Japón                         | 1957             | Operativa hasta el presente |
| Tanzania                      | 1961             | Habiendo empezado desde su independencia, Tanzania tiene su propia embotelladora Coca-Cola Kwanza |
| Camerún                       | 1963-2022        | Asociación terminada en 2022, siendo sustituida por World Cola |
| Paraguay                      | 1965             | Operativa hasta el presente |
| Israel                        | 1968             | Operativa hasta el presente |
| Afganistán                    | 1972-1996, 2006- | En 1996 fue prohibido debido al Régimen Estricto del Talibán hasta su caída en 2001 y regreso 5 años después                                                                                             |
| China                         | 1979             | Prohibida desde 1949 hasta 1979 con la reforma económica de Deng Xiaoping |
| Unión Soviética, actual Rusia | 1985-2022        | Liquidada por las sanciones internacionales a Rusia |
| Arabia Saudita                | 1988             | Operativa hasta el presente |
| Uzbekistán                    | 1994             | Producción establecida en marzo de 1994 |
| Kazajistán                    | 1994             | Habiendo comenzado en 1994, las operaciones de embotellado quedaron bajo el techo de Coca-Cola İçecek en 2008                                                                                            |
| Azerbaiyán                    | 1994             | Operativa hasta el presente |
| Albania                       | 1994             | Operativa hasta el presente |
| Kirguistán                    | 1995             | CJSC "Coca-Cola Bishkek Bottlers" (KKBB) se estableció en 1995 y el 8 de mayo de 1996 comenzó sus actividades en Kirguistán                                                                              |
| Armenia                       | 1996             | |
| Turkmenistán                  | 1998             | Operativa hasta el presente |
| Angola                        | 1999             | Operativa hasta el presente |
| Birmania                      | 2012             | Prohibida desde 1962 hasta 2012 por el régimen militar |
| Tayikistán                    | 2015             | Operativa desde 2015 |
| Corea del Norte               | Inexistente      | Prohibida por el gobierno hasta el presente |

### Fórmula

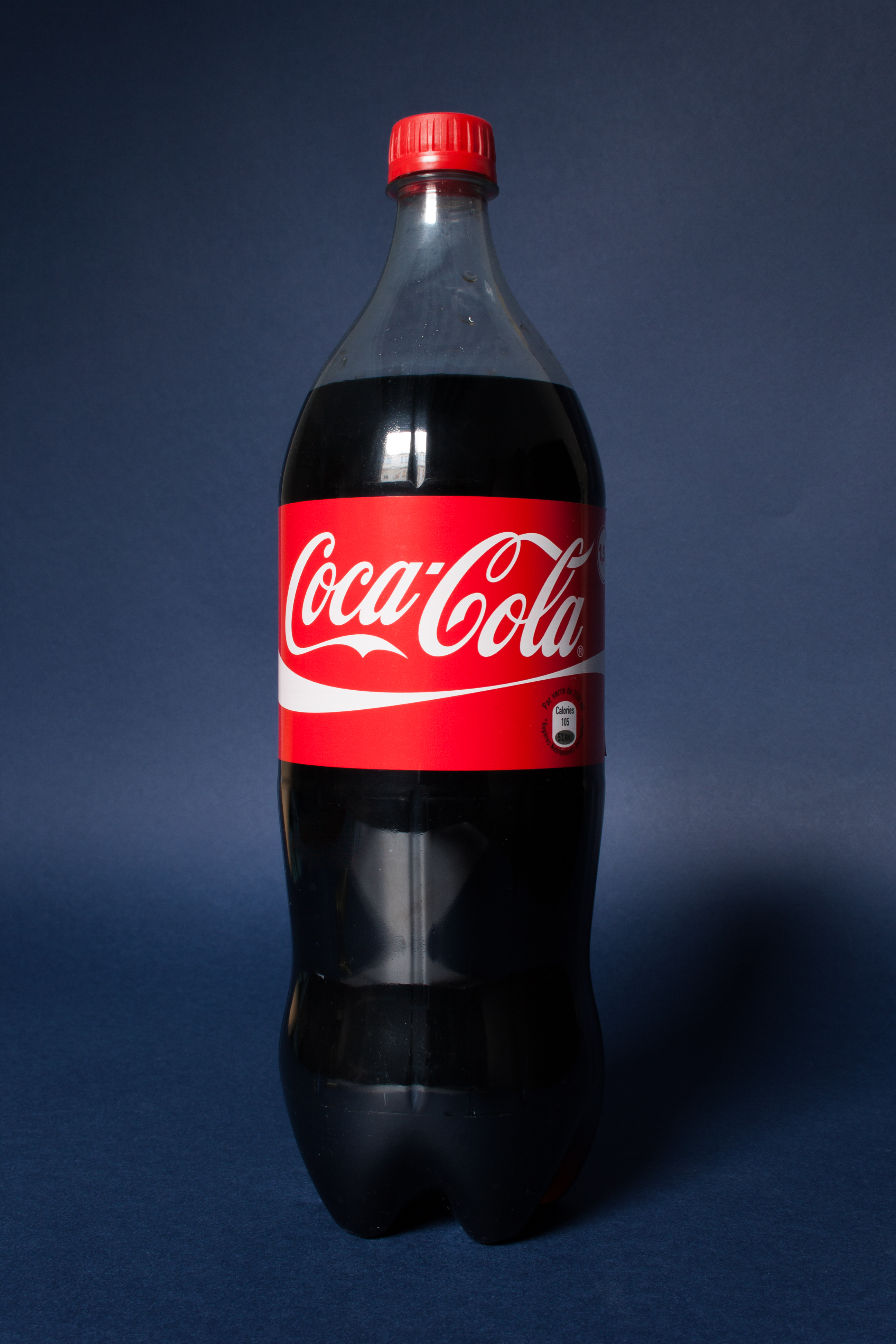
Botella de Coca-Cola de 1.5 L

Uno de los mitos más populares alrededor de esta bebida es precisamente su fórmula, hasta el punto en que en la cultura popular es tratada como un secreto comercial. Existe cierta controversia por si el refresco pudo haber sido inventado en un pequeño pueblo valenciano llamado Ayelo de Malferit. El 15 de febrero de 2013, la revista Time reveló que un grupo de «detectives accidentales» encontró la lista de ingredientes de la Coca-Cola.
Aunque la empresa de bebidas negó que dichas aclaraciones fueran verídicas, varios medios de comunicación ya habían revelado la receta.
Según Time, la fotografía utilizada para ilustrar la nota es de una copia manuscrita de la receta original de John Pemberton, escrita por un amigo en un libro de cuero de recetas de ungüentos y medicinas, y pasado de amigos a familiares por generaciones. Sin embargo, esta información no es ampliamente aceptada ya que como es sabido la receta original contenía extracto de coca, la cual, al ser ilegal en la mayoría de países en que se comercializa en la actualidad, es imposible que la contenga la bebida actual. Otro de los aspectos que no puede ser tomado al pie de la letra es un extendido mito que cuenta como solo dos personas conocen la receta. Es altamente improbable, dados los inconvenientes de producir los inmensos volúmenes de jarabe necesarios para abastecer el mercado mundial con solo dos personas haciendo la mezcla, sin contar el peligro de que algún accidente les impida realizarla. Sin embargo, dados los fenómenos psicológicos que este mito trae, ha logrado gran incidencia en la cultura popular.

### Sabor e ingredientes
El distintivo sabor a cola proviene en su mayoría de la mezcla de azúcar y aceites de naranja, limón y vainilla. Los otros ingredientes cambian el sabor tan solo ligeramente. En algunos países, como Estados Unidos y Argentina la Coca-Cola es endulzada con jarabe de maíz. En México y Europa Coca-Cola sigue usando azúcar. En México se legisló, durante el mandato del expresidente Vicente Fox, a favor de permitir el uso de fructosa para endulzar las bebidas como Coca-Cola, debido a que es más barata; al mismo tiempo provocó una ola de protestas campesinas en todo México y varios ingenios cañeros del país emplazaron a huelga, pero estas medidas no lograron que la legislación mexicana diera marcha atrás.

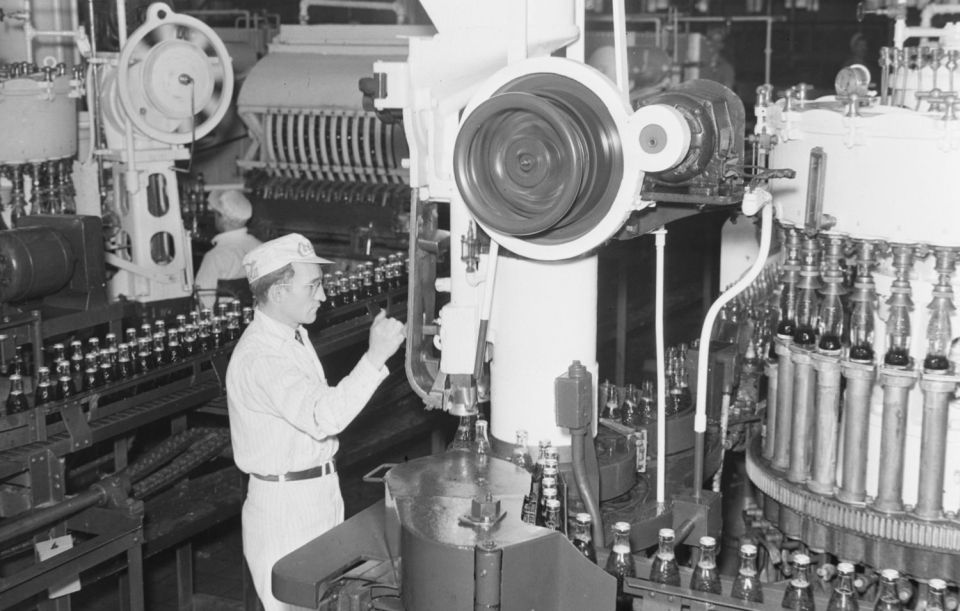
Embotelladora de Coca-Cola Canadá Ltd. 8 de enero de 1941 Montreal, Canadá.

#### Hoja de coca
La empresa Coca-Cola no menciona el empleo de los extractos de la planta de la coca en su sitio web oficial. Coca-Cola contiene saborizantes extraídos de la hoja de coca producidos por la Compañía Stepan de Chicago, Illinois; las hojas de coca de la variedad Erythroxylum novogranatense var. truxillense son adquiridas legalmente (115 toneladas anuales aproximadamente) con permiso del Departamento de Justicia de los Estados Unidos a través de Empresa Nacional de la Coca en Perú.
Desde 1886 hasta 1903, la bebida contenía el alcaloide cocaína. Debido a las controversias respecto a la cocaína en ese entonces, se decidió retirar el alcaloide del extracto de las hojas de coca.
La empresa multinacional estadounidense The Coca-Cola Company es la única corporación en el mundo autorizada a importar, procesar y usar comercialmente hojas de coca en la elaboración de su bebida. El artículo 27 de la Convención Única sobre Estupefacientes de 1961 fue desarrollado de manera ad hoc para tal fin:

Las Partes podrán autorizar el uso de hojas de coca para la preparación de un agente saporífero que no contenga ningún alcaloide y, en la medida necesaria para dicho uso, autorizar la producción, importación, exportación, el comercio y la posesión de dichas hojas.
Artículo 27, Convención Única sobre Estupefacientes (1961).

En un célebre desastre corporativo, Coca-Cola presentó New Coke, en 1985, una bebida que no contenía extractos de la hoja de coca. Después de que la opinión pública diera toda clase de opiniones, la receta fue restaurada a la original «clásicamente» formulada.

#### Cafeína
Uno de los ingredientes que contiene la Coca-Cola es la cafeína, que es considerada un estimulante ligero, aunque la Organización Mundial de la Salud (OMS) considera un error comparar la cafeína con sustancias altamente adictivas. Una botella de 235 ml de Coca-Cola contiene 23 mg de cafeína, mientras que 235 ml de café común, no descafeinado, contienen entre 61 y 164 mg de cafeína. Se considera un consumo moderado para adultos el tomar entre 100 ml y 200 ml de café al día, lo que equivaldría a un refresco de lata. No obstante numerosos estudios revelan la escasa aportación al organismo en relación con sus potenciales perjuicios a medio y largo plazo, principalmente por la alta concentración de azúcar que contiene.
Hoy en día la Coca-Cola es manufacturada como jarabe y suministrada a varias franquicias, las cuales la reconstituyen, embotellan y distribuyen.

## Variantes

### Coca-Cola Light
Coca-Cola Light (también conocida como Coke Light o Diet Coke) es la versión de Coca-Cola con bajas calorías y sin azúcar. Tiene muchas variantes, como Coca-Cola Light Citra (en México), la Coca-Cola Light al Limón (en España, Perú, Chile, Brasil, etc.), la Diet Coca-Cola Cherry (en Estados Unidos), etc. Fue introducida al mercado de EE. UU. en julio de 1982.
Coca-Cola Light usa aspartamo, un edulcorante sintético basado en la fenilalanina, para poder reducir el contenido de azúcar en la bebida. El aspartamo fue descubierto en 1965 y es ampliamente utilizado en la industria alimentaria. Su poder endulzante es 200 veces mayor que el azúcar. Una vez digerido, el aspartamo se transforma en ácido aspártico, fenilalanina (ambos aminoácidos, los cuales son la forma más sencilla de las proteínas) y una pequeña cantidad de metanol, todos estos son metabolizados normalmente. El aspartamo se encuentra naturalmente en muchos alimentos como la carne, la leche y algunas frutas como el plátano o la manzana.
El consumo aceptable de aspartamo es de 40 miligramos por kilogramo de peso al día; en un adulto equivale más o menos a tomar diariamente 17 latas de refrescos de dieta o más de 70 sobres de ese edulcorante. La única limitación importante se refiere a las personas con fenilcetonuria, la cual es una enfermedad congénita muy rara caracterizada porque el hígado no puede manejar la fenilalanina, que se acumula en el cerebro y, si no es diagnosticada a tiempo y se somete al enfermo a una alimentación especial, produce retraso mental.

#### Nombres dados a la Coca-Cola Light en otros países
- 可口-可乐 en español deliciosa felicidad: nombre dado para China, en general.
- Diet Coke/Diet Coca-Cola: generalmente usado en los países angloparlantes, como así también en las ex colonias británicas. También fue usado en varios países latinoamericanos antes de 1997.
- Coke Diète/Coca-Cola Diète: nombre dado a esta bebida en Quebec (Canadá).
- Coke Dieta/Coca-Cola Dieta: nombre dado a esta bebida en la comunidad hispana de Estados Unidos y Puerto Rico.
- Coke Light/Coca-Cola Light: usado en la mayoría de países no angloparlantes.
- No Calorie Coca-Cola: usado en Japón a partir de abril de 2007.

### Otros
Además de Coca-Cola, Coca-Cola Light y Coca-Cola Zero hay otros variantes:
| Imagen | Nombre                         | Año  | Salida del mercado                                                       | Información |
| ------ | ------------------------------ | ---- | ------------------------------------------------------------------------ | --- |
|        | Coca-Cola Cherry               | 1985 |                                                                          | Basada en la mezcla de jarabe de cereza y Coca-Cola, fue probada en 1982 y lanzada mundialmente en 1985, aunque no está disponible en varios países; algunas tiendas al mayoreo venden la versión de Estados Unidos. Años más tarde se lanzó Coca-Cola Cherry Zero, una versión sin azúcar. |
|        | New Coke                       | 1985 | 2002                                                                     | Reformulación de la fórmula de Coca-Cola original. Fue renombrada Coke II en 1992. Durante este tiempo, la Coca-Cola original se vendió bajo el nombre Coca-Cola Classic. La bebida fue reintroducida al mercado brevemente en el 2019 para promocionar la serie Stranger Things.           |
|        | Coca-Cola Lemon                | 2001 | 2005                                                                     | Tiene el sabor de la Coca-Cola con el agregado del sabor a limón. |
|        | Coca-Cola Vainilla             | 2002 | 2005                                                                     | Fue introducida en Estados Unidos en 2002 y luego llevada a otros países. En 2006 fue retirada del mercado estadounidense y reemplazada por la Coca-Cola Black Cherry Vainilla. |
| 2007   | Coca-Cola Vainilla             |      | Fue reintroducida en el mercado, en junio de 2007, por petición popular. | |
|        | Coca-Cola C2                   | 2004 | 2007                                                                     | En el año 2004, quizás en respuesta a la creciente popularidad de la dieta baja en carbohidratos, Coca-Cola anunció su intención de desarrollar y vender una alternativa baja en carbohidratos, apodada Coca-Cola C2.                                                                       |
|        | Coca-Cola with Lime            | 2005 |                                                                          | Fue introducida en América en el primer cuatrimestre de 2005. Tiene el sabor de la Coca-Cola con el agregado del sabor a lima. |
|        | Coca-Cola Raspberry            | 2005 | 2005                                                                     | Fue introducida en Nueva Zelanda el 1 de junio de 2005 y fue descontinuada hacia fines del mismo año. |
|        | Coca-Cola M5                   | 2005 |                                                                          | Solo está disponible en Bosnia y Herzegovina, Alemania, Italia y Brasil. |
|        | Coca-Cola Black Cherry Vanilla | 2006 | 2007                                                                     | Fue reemplazada, en junio de 2007, por la Coca-Cola Vainilla por petición popular. |
|        | Coca-Cola Blāk                 | 2006 |                                                                          | Es un refresco que mezcla el sabor de Coca-Cola con el del café. Fue introducido por la compañía en Francia a principios de 2006 y en Estados Unidos el 3 de abril del mismo año. |
|        | Coca-Cola Citra                | 2006 |                                                                          | Solo está disponible en Bosnia y Herzegovina, Nueva Zelanda y Japón. |
|        | Coca-Cola Light Sango          | 2006 |                                                                          | Solo está disponible en Francia y Bélgica. |
|        | Coca-Cola Orange               | 2007 |                                                                          | Fue la primera Coca-Cola sabor naranja. Solo está disponible en el Reino Unido. |
|        | Coca-Cola Life                 | 2013 | 2019                                                                     | Coca-Cola endulzada naturalmente con extractos de estevia. Estuvo disponible en Argentina, Perú, Uruguay y Chile. En 2014 fue llevada a México, Ecuador y en 2016 a Colombia. Se introdujo en Italia y Australia en 2015.                                                                   |
|        | Coca-Cola Ginger               | 2016 |                                                                          | Coca-Cola con sabor a jengibre. Solo disponible en Australia y Nueva Zelanda. |
|        | Coca Cola Orange Vanilla       | 2019 |                                                                          | Disponible en Estados Unidos. |
|        | Coca-Cola Energy               | 2019 |                                                                          | Bebida energizante que contiene guaraná, vitamina B3 (niacidamida), vitamina B6 y extra cafeína, Introducido por primera vez en el Reino Unido y extendido a Estados Unidos y Canadá en 2020.                                                                                               |
|        | Coca-Cola Cinammon             | 2019 |                                                                          | Coca-Cola sabor canela. Lanzada en Estados Unidos. |

## Consumo
En América, México sigue siendo uno de los países con mayor consumo per cápita de Coca-Cola, con un promedio de 634 porciones de 8 onzas (aproximadamente 237 ml) por persona al año. Otros países con altos consumos incluyen a Estados Unidos, Chile, Argentina y Uruguay.
Un estudio del Centro de Investigaciones Multidisciplinarias sobre Chiapas y la Frontera Sur (CIMSUR), publicado en 2024, estima que Chiapas es la región del mundo donde más se bebe Coca-Cola, con un consumo promedio de 821,25 litros por persona al año. 
En cuanto a su expansión global, Coca-Cola ingresó al mercado chino en 1928. Tras varios intentos por encontrar un nombre adecuado en mandarín, se decidió por "koo-koou-koo-la" (可口可乐 en chino simplificado, 可口可樂 en chino tradicional; pinyin: kěkǒukělè), cuyo significado es «deliciosa felicidad».

## Publicidad

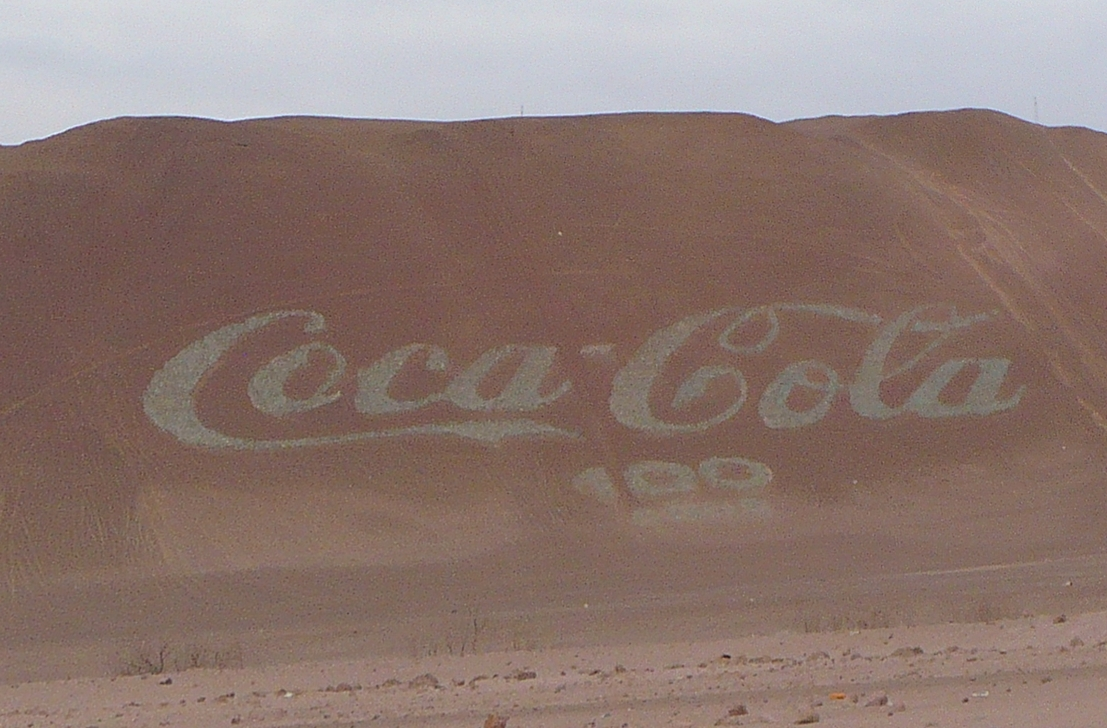
En el centenario de Coca-Cola, se construyó en Arica (Chile) el logotipo más grande del mundo, hecho con 70 000 botellas de Coca-Cola. Sus medidas son de 120 m × 50 m.

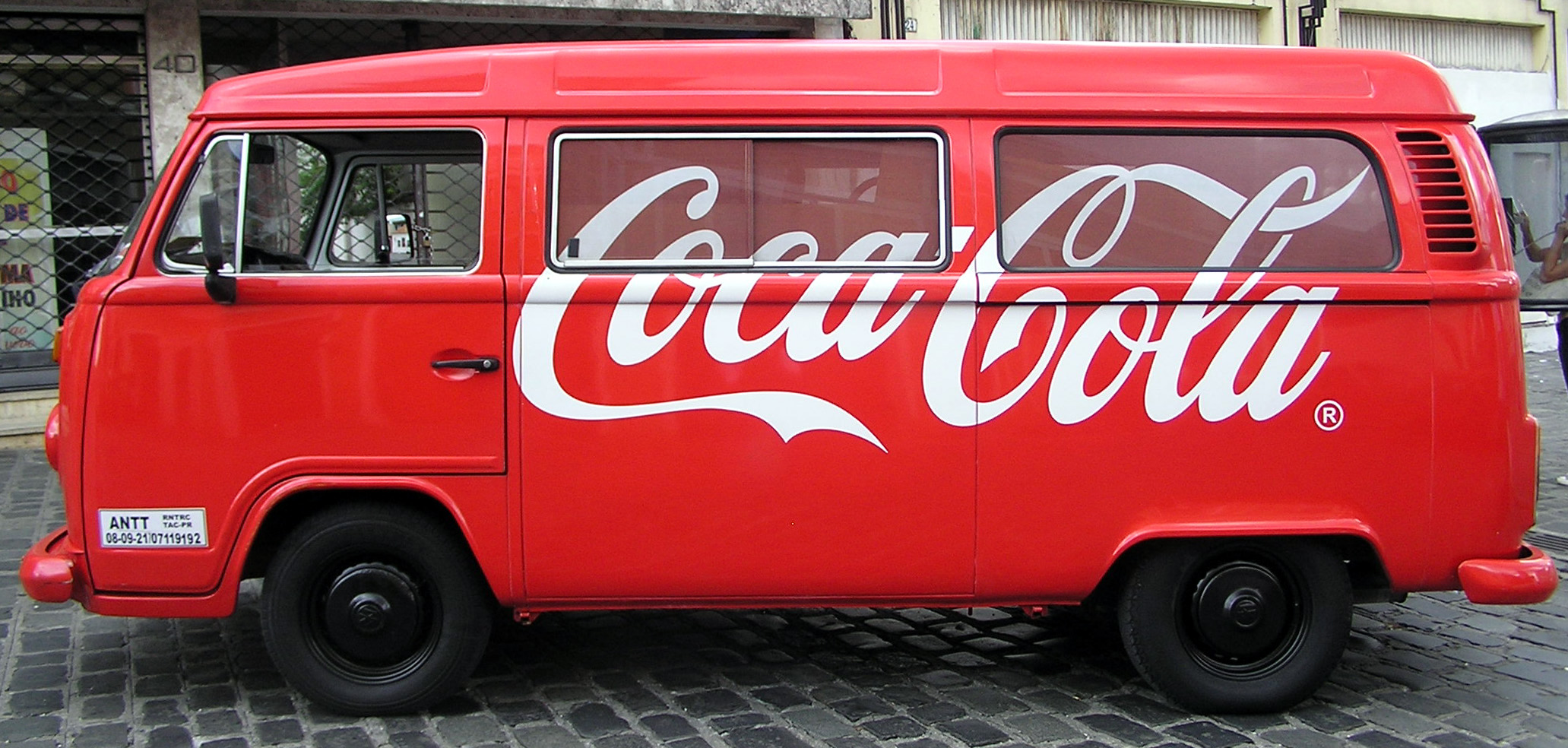
Una camioneta pintada de rojo y el logo de la empresa en el centro.

Los anuncios de Coca-Cola siempre se caracterizan por la polémica que causan. Estos spots se caracterizan por incluir alguna música pegadiza, un mensaje profundo o, simplemente, por su larga duración.

### Coke

Logotipo abreviado de "Coca-Cola" utilizado en la parte posterior de las latas e incluido en los logotipos de algunas variaciones de sabor.

Sin lugar a dudas, la estrategia publicitaria que más crédito le ha traído a Coca-Cola, fue el término "Coke", utilizado para identificar en forma abreviada al producto. Sin embargo, este término no surgiría de las oficinas de Coca-Cola, sino más bien del imaginario público, quienes en forma de apelativo comenzaban a denominar a la Coca-Cola simplemente como "Coke". A pesar de los vanos intentos por parte de sus directivos de hacer valer las cosas por su nombre, finalmente tomarían esta denominación como un buen agente publicitario, a la vez de convertirlo en una marca registrada más en el año 1941. Finalmente, la consolidación del por qué el uso de "Coke" para denominar a la Coca-Cola, sería impuesto a través de una campaña publicitaria protagonizada por un personaje ideado por la compañía, que fuera bautizado como "Sprite Boy" (aunque sin relación con la bebida de lima limón que se lanzaría años después). En ella, el personaje venía acompañado por un recado en el cual aclaraba el por qué del nuevo término que servía de identificación para la Coca-Cola.
Con la identificación consolidada, prontamente la bebida se popularizaría gracias al uso de su apelativo. Asimismo, este término también comenzaría a ser tomado para identificar a la estilizada y característica botella de Coca-Cola, presentada en 1915 y siendo conocida como "Botella Coke". Años más tarde y con el afán de darle usos propios a su apelativo, Coca-Cola lanzaría una línea de bebidas bajo la marca "Coke", la cual presentaba variantes como la Diet Coke, la Cherry Coke o la New Coke. Finalmente, este término comenzaría paulatinamente a ser dejado de lado, teniendo apenas una pequeña ventana en las etiquetas de las botellas de Coca-Cola como único espacio dentro del portafolio de productos de The Coca-Cola Company.

### CampañaComparte una Coca-Cola con
Con el nombre internacional de campaña: Share a Coke esta campaña se estrena en Australia en el año 2012 a través de la cual se personalizaban las latas hecho que permitía seguir con la estrategia comunicativa de Coca-Cola de conectar con sus clientes. Esta campaña se ha extendido a Reino Unido, Francia, Bélgica, España, México, Argentina, Brasil donde se ha hecho una acción paralela de Social Media a través de los diferentes canales de la compañía creando un sitio web específico para esta acción. A través de la página web se podía solicitar una Coca-Cola con nombres poco comunes, Coca-Cola personalizó 550 millones de envases en España, las estadísticas analíticas de esta web lograron 512 888 usuarios únicos registrando más de 350 000 tuits. Como cierre de esta campaña se planificó un spot en televisión que recogía momentos espontáneos, cotidianos y llenos de felicidad con sus consumidores. Este spot sirvió como cierre a la campaña “Comparte una Coca-Cola con”.

### Apps de Coca-Cola - CampañaCoca-Cola Smileworld
Es una aplicación para teléfonos inteligentes de Coca-Cola disponible para App Store y Google Play que está enfocada para que los usuarios puedan compartir momentos felices y está alineada con la estrategia de comunicación corporativa que sigue The Coca-Cola Company. En la aplicación existen promociones con premios y permite tener acceso a contenido exclusivo de Coca-Cola, además esta aplicación hace uso del api de cámara y permite escanear códigos de barras de productos Coca Cola.
Esta aplicación es una nueva red social que permite compartir vídeos y fotos en la que se pretende que los usuarios compartan momentos felices. Las fotos se pueden compartir directamente mediante un botón mientras que los vídeos pueden tener una duración máxima de 10 segundos. La aplicación permite seguir a amigos y seguir los hashtags de interés marcándolos como favoritos. Smileworld hace uso de la geolocalización para mostrar fotos y vídeos de momentos felices que suben los usuarios en función de la ubicación del usuario.
Esta aplicación además hace uso de la funcionalidad Second Screen y te permiten ver contenido exclusivo de la marca cuando en televisión se esté mostrando contenido afín. Para fomentar esta funcionalidad los protagonistas de la serie Dreamland cuentan con perfiles propios e interactúan con la comunidad de usuarios.

### Patrocinio deportivo
Coca-Cola fue el primer patrocinador comercial de los Juegos Olímpicos, en los Juegos de 1928 en Ámsterdam, y ha sido patrocinador de los Juegos Olímpicos desde entonces. Este patrocinio corporativo incluyó los Juegos Olímpicos de Verano de 1996 organizados en Atlanta, lo que permitió a Coca-Cola destacar su ciudad natal. Más recientemente, Coca-Cola ha lanzado comerciales localizados para los Juegos Olímpicos de Invierno de 2010 en Vancouver; un comercial canadiense se refirió a la herencia canadiense del hockey y se modificó después de que Canadá ganó el juego por la medalla de oro el 28 de febrero de 2010 al cambiar la línea final del comercial para decir "Ahora saben a quién juegan". 
Desde 1978, Coca-Cola ha patrocinado la Copa Mundial de la FIFA y otras competiciones organizadas por la FIFA. Un torneo organizado por dicha organización, el Campeonato Mundial de la FIFA Juvenil, de Túnez en 1977 a Malasia en 1997, fue llamado "La FIFA - Copa Coca-Cola". Además, Coca-Cola patrocina las carreras anuales Coca-Cola 600 y Coke Zero Sugar 400 de NASCAR en Charlotte Motor Speedway en Concord, Carolina del Norte y Daytona International Speedway en Daytona, Florida; desde 2020, Coca-Cola se ha desempeñado como socio principal de la NASCAR Cup Series , que incluye la posesión de los derechos de denominación del trofeo del campeonato de la temporada regular de la serie.
Coca-Cola tiene una larga historia de relaciones de marketing deportivo, que a lo largo de los años han incluido la Major League Baseball , la National Football League, la National Basketball Association y la National Hockey League, así como con muchos equipos dentro de esas ligas. Coca-Cola ha tenido una relación desde hace mucho tiempo con los Pittsburgh Steelers de la NFL, debido en parte al ahora famoso comercial de televisión de 1979 con "Mean Joe" Greene, que llevó a los dos a abrir el Coca-Cola Great Hall en Heinz Field en 2001 y un comercial más reciente de Coca-Cola Zero con Troy Polamalu.
Coca-Cola es el refresco oficial de muchos equipos universitarios de fútbol en todo el país, en parte debido a que Coca-Cola proporcionó a esas escuelas instalaciones deportivas mejoradas a cambio del patrocinio de Coca-Cola. Esto es especialmente frecuente en el nivel de la escuela secundaria, que depende más de dichos contratos debido a presupuestos más ajustados.
Coca-Cola fue uno de los patrocinadores oficiales de la Copa Mundial de Críquet de 1996 celebrada en el subcontinente indio. Coca-Cola es también uno de los patrocinadores asociados de Delhi Daredevils en la Indian Premier League.
En Inglaterra, Coca-Cola fue el patrocinador principal de The Football League entre 2004 y 2010, un nombre dado a las tres divisiones profesionales por debajo de la Premier League en el fútbol. En 2005, Coca-Cola lanzó una competencia para los 72 clubes de la Football League, que se llamó "Gana un jugador". Esto permitió a los fanáticos colocar un voto por día para su club favorito, eligiendo una entrada al azar para ganar 250.000 libras esterlinas para el club; esto se repitió en 2006. La competición "Gana un jugador" fue muy controvertida, ya que al final de las 2 competiciones, el Leeds United AFC obtuvo la mayor cantidad de votos por más del doble, pero no ganó dinero para gastar en un nuevo jugador para el club. En 2007, la competencia cambió a "Compre un jugador". Esta competencia permitió a los fanáticos comprar una botella de Coca-Cola o Coca-Cola Zero y enviar el código en el envoltorio en el sitio web de Coca-Cola. Este código podría generar entre 50 peniques y 100.000 libras esterlinas para un club de su elección. Esta competencia fue favorecida sobre la antigua competencia "Gana un jugador", ya que permitía a todos los clubes ganar algo de dinero. Entre 1992 y 1998, Coca-Cola fue el patrocinador principal de la Copa de la Liga de Fútbol (Copa Coca-Cola), el torneo de copa secundaria de Inglaterra. A partir de la temporada 2019-20, el gigante de las bebidas Coca-Cola ha acordado su mayor acuerdo de patrocinio en el Reino Unido al convertirse en el séptimo y último socio comercial del fútbol de la Premier League para los mercados del Reino Unido e Irlanda, China, Malasia, Indonesia, Singapur, Egipto y África Occidental.
Entre 1994 y 1997, Coca-Cola también fue el patrocinador principal de la Scottish League Cup, renombrándola como Coca-Cola Cup como su contraparte inglesa. De 1998 a 2001, la compañía fue el patrocinador principal de la Copa de la Liga Irlandesa en Irlanda del Norte, donde fue nombrada Copa de la Liga Coca-Cola.
Coca-Cola es el patrocinador principal del Tour Championship, el evento final del PGA Tour que se celebra cada año en East Lake Golf Club en Atlanta, GA. 
Desde el año 2002 en Venezuela es el patrocinante oficial del equipo de béisbol Leones del Caracas. 
Presentada el 1 de marzo de 2010 en Canadá para celebrar los Juegos Olímpicos de Invierno de 2010, Coca-Cola vendió latas de color dorado en paquetes de 12 355 ml (12 onzas líquidas imp; 12 onzas líquidas estadounidenses) cada una, en tiendas selectas. 
Coca-Cola, que ha sido socia de la UEFA desde 1988, sufrió una pérdida de $4 mil millones en capitalización de mercado y una caída en el precio de sus acciones en un 1,6% durante la UEFA Euro 2020, después de que el jugador portugués Cristiano Ronaldo eliminó dos Coca- Botellas de cola que estaban frente a él durante una rueda de prensa. Sin embargo, Ronaldo había protagonizado previamente un anuncio japonés de Coca-Cola para la Copa Mundial de la FIFA 2006.

### CampañaRazones para creer
Razones para creer, es el título de la campaña mundial que salió al aire de enero de 2011. En dicha campaña se refuerza el mensaje de optimismo que caracteriza la línea de comunicación de la compañía Coca-Cola y en la que invita a encontrar razones de que es posible vivir en un mundo mejor.
La campaña, en la que un coro de niños incluye la canción "Whatever" de Oasis, muestra diferentes situaciones de por qué es posible vivir en un mundo mejor. Para ello, señala que por cada tanque que se fabrica, por cada bolsa de valores que se desploma, por cada persona que dice que todo va a estar peor se fabrican 131 000 peluches, hay 8000 donaciones de sangre o 100 parejas están buscando un hijo.
El spot “Razones para creer” incluye además imágenes del mítico anuncio de 1971 “I’d like to buy the World a Coke”, en el que durante una época llena de conflictos un grupo de jóvenes de todo el mundo se reunían en una colina italiana para cantar una canción que hablaba de paz. Durante muchos años este anuncio, que también contó con una versión en los años 1990, fue considerado en los medios publicitarios como el mejor anuncio jamás realizado.
La campaña fue creada por la agencia Santo Buenos Aires y se adaptó al mercado español por McCann Erickson.
Los primeros esfuerzos de marketing de la historia de Coca-Cola fueron realizados a través de cupones promocionando muestras gratis de la bebida (The Coca Cola Company, 2007-2011). Frank Robinson, autor del nombre Coca-Cola, creó los cupones pensando en la siguiente estrategia: “Si la pruebas una vez y te gusta, la próxima vez pagarás por ella.”

### Eslogan
El primer anuncio de Coca-Cola apareció en el periódico Atlanta Journal en 1886. Este decía “Coca-Cola… ¡Deliciosa! ¡Refrescante! ¡Estimulante! ¡Vigorizante!”, sin embargo, se perdía en una página llena de anuncios de texto en blanco y negro. Poco después, se publicó otro anuncio, uno más largo y persuasivo, que además de promover a la bebida como "deliciosa, estimulante, refrescante y vigorizante"; afirmaba que era una "bebida intelectual", "bebida templanza", "tónico cerebral", capaz de curar el dolor de cabeza, neuralgia, la histeria, la melancolía y más.
Análisis los discursos, basados en el análisis crítico del discurso, que construyen la retórica del consumo de la marca, a través de los comerciales de la campaña global 'Coca-Cola cada botella tiene una historia'. Las imágenes que resultan de la retórica de Coca-Cola en este camino se basan en la salvación por obras, de una posición de liderazgo para un mundo nuevo, guiada por la autonomía empresarial, la felicidad, el bien común y el trabajo cooperativo.

## Efectos adversos en la salud
Luego de que diversos estudios han indicado que los refrescos y bebidas azucaradas son la principal fuente de calorías en la dieta estadounidense, la mayoría de nutricionistas advierten que Coca-Cola y otros refrescos pueden ser perjudiciales para la salud si se consumen en exceso, particularmente para el caso de niños pequeños, en lugar de aportar un complemento para una dieta equilibrada. Los estudios han demostrado que los usuarios asiduos de bebidas gaseosas tienen una menor ingesta de calcio, magnesio, ácido ascórbico, riboflavina y vitamina A. La bebida también ha suscitado críticas por su uso de la cafeína, la cual puede causar dependencia física. Se ha demostrado también que existe una relación a largo plazo entre el consumo regular de refrescos de cola y la osteoporosis en mujeres mayores. Esto probablemente se debe a la presencia de ácido fosfórico en la bebida, ya que se encontró que el riesgo era igual para las bebidas de cola con o sin cafeína, e independientemente de si se trataba de colas dietéticas o azucaradas.
Una crítica común que se ha hecho a Coca-Cola tiene relación con sus niveles de acidez, supuestamente tóxicos. Sin embargo, los investigadores no han encontrado fundamentos para validar esta crítica, y por tanto las demandas sobre la base de estas ideas han sido negadas por varios tribunales de Estados Unidos. A pesar de los numerosos casos judiciales presentados contra la The Coca-Cola Company desde la década de 1920, reclamando que la acidez de la bebida es peligrosa, no se han encontrado pruebas que corroboren esta afirmación. En condiciones normales, la evidencia científica indica que la acidez de Coca-Cola no causa daño.
En Estados Unidos, desde el año 1980, Coca-Cola lleva entre sus ingredientes jarabe de maíz de alta fructosa (HFCS). Inicialmente se utilizó en combinación con caña de azúcar, más costosa, pero desde finales de 1984 la formulación es endulzada en su totalidad con HFCS. Algunos nutricionistas advierten contra el consumo de HFCS, ya que puede agravar más la obesidad y la Diabetes mellitus tipo 2 que cuando se utilizaba también caña de azúcar.
En India existe una controversia sobre si hay pesticidas y otras sustancias químicas nocivas en productos embotellados, que incluyen a Coca-Cola. En 2003, el Centro para la Ciencia y el Medio Ambiente (CSE), organización no gubernamental de Nueva Delhi, dijo que las bebidas gaseosas producidas por los fabricantes de refrescos en India, incluyendo las multinacionales PepsiCo y The Coca-Cola Company, contenían toxinas tales como lindano, DDT, malatión y clorpirifós, pesticidas que pueden contribuir al desarrollo del cáncer y a un colapso del sistema inmunológico. CSE encontró que los productos producidos por Pepsi en India tenían 36 veces los niveles de residuos de plaguicidas permitidos bajo la normativa de la Unión Europea. CSE también dijo que realizó las mismas pruebas sobre productos vendidos en Estados Unidos, y que no encontró dichos residuos en esos productos. Luego de las acusaciones de los pesticidas realizadas en 2003, las ventas de Coca-Cola en la India disminuyeron en un 15 por ciento. En 2004, un comité parlamentario indio respaldó las conclusiones del CSE y un comité designado por el gobierno se encargó de elaborar los primeros estándares mundiales de plaguicidas en bebidas no alcohólicas. The Coca-Cola Company ha respondido que sus plantas filtran el agua para eliminar los contaminantes potenciales, y que sus productos son testeados para verificar que no contienen pesticidas, debiendo cumplir con normas mínimas de salud antes de su distribución. En el estado indio de Kerala la venta y producción de Coca-Cola, entre otras bebidas no alcohólicas, fueron inicialmente prohibidas luego de las acusaciones, hasta que el Tribunal Superior de Kerala dictaminó que sólo el gobierno federal puede prohibir los productos alimenticios. Coca-Cola también ha sido acusada del uso excesivo de agua en la India.
En 2008 los químicos Sheree Umpierre, Joseph Hill y Deborah Anderson fueron galardonados con el Premio Ig Nobel de Química por descubrir que Coca-Cola es un efectivo espermicida, y, paradójicamente, C.Y. Hong, C.C. Shieh, P. Wu y B.N. Chiang recibieron el mismo premio por desmentirlo.
Según lo afirmado en el programa The Skinny on Obesity de la Universidad de California, si bien la Coca-Cola tiene alrededor de 55 mg de sal por lata, esta no se nota debido al alto contenido de azúcar que incorpora. Este hecho, sumado al contenido de cafeína y su efecto diurético, hace que al beberla se tienda a eliminar agua por la orina incrementando la sensación de sed (se elimina agua por el efecto diurético al tiempo que se retiene la sal) y por tanto la deshidratación, que depende de un equilibrio entre el agua ingerida y el agua eliminada por el organismo.
Según una investigación llevada a cabo por el New York Times y publicada en 2015, The Coca-Cola Company habría financiado a científicos para que pasarán por alto la influencia de las bebidas azucaradas y de la mala alimentación en la obesidad.
A mediados de 2017 la organización ambientalista Greenpeace inició una intensa campaña reclamándole a Sprite -marca perteneciente a The Coca Cola Company- que reforeste las 3000 hectáreas de bosques nativos que deforestó en la provincia de Salta (norte de Argentina) la empresa La Moraleja S.A., uno de sus proveedores de jugo concentrado de limón.
A mediados de 2019, debido a las campañas para prevenir la obesidad (teniendo a las gaseosas azucaradas como uno de los principales protagonistas en el aumento de grasa corporal), Coca-Cola de Argentina modificó la receta de la versión clásico o "sabor original" reduciendo un 30% de azúcar en su contenido, lo mismo ha hecho con la fórmula de otras bebidas de la compañía como Sprite. Para compensar la reducción de azúcar, se utiliza el edulcorante Sucralosa. Se espera que se aplique la misma modificación en los demás productos que la empresa ofrece.

## Contaminación por plásticos de un solo uso
Según el reporte "Break Free From Plastic 2021", que mide los residuos plásticos de las principales empresas y corporaciones del mundo, Coca-Cola es por cuarto año consecutivo el mayor contaminante de plásticos de un solo uso a nivel global, seguido por PepsiCo, Unilever y Nestlé, entre otras.
De acuerdo a la auditoría realizada en 45 países, se contaron un total de 330.493 piezas de plástico. Del total, los residuos pertenecientes a Coca-Cola corresponden a 19.286 los cuales fueron encontrados en 39 de los 45 países, dejándolo en el primer lugar seguido de PepsiCo con 8.231 piezas en 38 países.
Los datos recopilados por los reportes en años anteriores muestran un incremento tanto por realización de eventos de auditoría como por la cantidad de voluntarios y voluntarias participantes de estos eventos. Coca-Cola pasó de 9.216 piezas contabilizadas en 2018, a 11.732 en 2019 y 13.834 en 2020.

## Controversias
En San Cristóbal de Las Casas, Chiapas, México se ha denunciado la explotación excesiva de agua por parte de Coca Cola por lo que gente tiene que recurrir a comprar refresco.
En Ayelo de Malferit, Valencia, España, la empresa Destilerías Ayelo, productora de bebidas alcohólicas, afirma que presentó una bebida precursora de la Coca-Cola en 1885 en Filadelfia, un año antes de que Pemberton presentara su producto en Atlanta.
En Colombia, el Sindicato Nacional de Trabajadores de la Industria de Alimentos demando a Coca Cola alegando que Panamco, una embotelladora colombiana afiliada a Coca-Cola, ayudó a un grupo de paramilitares en el asesinato de varios miembros del sindicato.

## Usos culinarios
- La Coca-Cola se emplea en algunos procesos culinarios, concretamente se reduce hasta llegar a tener un sirope que se emplea en algunas ocasiones como salsa. En la cocina norteamericana se elabora la Coca Cola Frita, concretamente en la cocina de Texas.
- En países como Perú, se usa para macerar pollo acompañado de condimentos durante varias horas. Se fríe u hornea para luego servirse con guarnición.[74]
- En Colombia se utiliza para la preparación de un trago alcohólico junto al ron.[75]
- En Argentina es utilizada en mezcla con fernet.
- En México es utilizada para la preparación de varias bebidas alcohólicas, la más popular es la llamada "Charro negro", que es la mezcla de Coca-Cola y tequila. [76]También se usa en el horneado de algunas carnes, por su sabor dulce.[77]
- En Chile es utilizada para la creación del combinado llamado piscola, que, tal como su nombre lo indica, es Coca-Cola con pisco. También es muy popular la mezcla con Vino tinto, llamado "Licor de Ave" o más popularmente como Jote.
- En Venezuela y otros países es utilizada para preparar un trago alcohólico llamado Cuba libre, que es el ron con Coca-Cola y limón (en Chile se le conoce como roncola), también se utiliza en la cocina para hacer el asado negro en épocas decembrinas.
- En España se mezcla con vino tinto y hielos en lo que se conoce como Calimocho.[78]
- Además, se encuentra otro trago alcohólico llamado whiscola, que se prepara con el agregado de whisky.

### Salida del mercado ruso
Tras la invasión rusa de Ucrania, la empresa multinacional decidió salir del territorio ruso como rechazo a tal invasión, junto con otras empresas.